# Abercrombie & Fitch
Abercrombie & Fitch – amerykańskie przedsiębiorstwo odzieżowe, reprezentujące tzw. amerykański styl życia, specjalizujące się w produkcji ubrań typu „casual luxury” dla ludzi w przedziale wiekowym 18–22 lata (amerykańskich licealistów i studentów college’ów). Do korporacji należy 5 marek: Abercrombie & Fitch, abercrombie kids, Hollister Co., Ruehl No.925 oraz Gilly Hicks: Sydney.
Ubrania Abercrombie & Fitch sprzedawane są w firmowych salonach detalicznych, poprzez katalogi oraz przez internetową stronę producenta. W maju sieć dysponowała 1056 sklepami we wszystkich stanach USA z wyjątkiem Wyoming, sześcioma sklepami w Kanadzie, jednym sklepem na Saville Row w Londynie (pierwszy europejski sztandarowy sklep A&F), w Paryżu, Brukseli i w Mediolanie. Firma planuje ekspansję w Japonii oraz otwarcie kolejnych salonów w Europie: w Danii, Francji, Niemczech, we Włoszech, Hiszpanii i Szwecji. 17 czerwca 2009 roku podano do wiadomości publicznej plany zamknięcia wszystkich sklepów Ruehl No.925, a do stycznia 2010 całkowitą likwidację tej marki.
Pierwszy międzynarodowy sklep A&F został otwarty 22 marca 2007 roku (w Londynie). Obecnym prezesem korporacji jest Mike Jeffries.
9 maja 2008 roku ogłoszono lokalizację drugiego europejskiego salonu Abercrombie & Fitch, w Kopenhadze (Dania). Początkowo planowano otwarcie na 2009 rok, jednak w raporcie podsumowującym 4 kwartał 2008 roku przeniesiono je na 2010 rok. W 2009 rok otwarto sklep w Mediolanie (Włochy) oraz w Tokio (Japonia). W 2011 otworzono sklep sztandarowy Abercrombie & Fitch w Paryżu, na Polach Elizejskich. W planach marka ma otwarcie sklepu w Chinach.
Jednocześnie korporacja kontynuuje zwiększanie swojej obecności w Kanadzie, otwierając tam kolejne sklepy w centrach handlowych.

## Historia
Firma powstała 4 czerwca 1892 roku na Manhattanie. Jej założycielem jest David Abercrombie. W 1900 współwłaścicielem firmy został nowojorski prawnik Ezra Fitch. W 1904 roku oficjalnie zmieniono nazwę spółki na „Abercrombie & Fitch Co.”. Na początku XX wieku A&F była jedną z najpopularniejszych marek oferujących odzież sportową. Do znanych Amerykanów noszących ubrania A&F należeli Charles Lindbergh, Amelia Earhart, John Sloan, Vivien Rendleman, Greta Garbo, Katharine Hepburn, Clark Gable, Harpo Marx, John Steinbeck, Tole Liberman oraz pisarz Ernest Hemingway.
W latach 60. XX wieku firma zaczęła podupadać finansowo, aż do jej wykupienia przez The Limited w 1988 roku – wtedy też korporacja zmieniła rodzaj produkcji na markę reprezentującą określony styl życia, którą jest do dziś.